# Olaf Stuger
Olaf Frederik Stuger (ur. 3 maja 1969 w Driebergen) – holenderski polityk, poseł do Tweede Kamer, deputowany do Parlamentu Europejskiego VIII kadencji.

## Życiorys
Absolwent administracji na Uniwersytecie w Lejdzie (1995). Pracował jako urzędnik w ministerstwie sprawiedliwości, następnie jako konsultant (m.in. w IBM), a następnie menedżer ds. sprzedaży. Działalność polityczną zaczynał w ugrupowaniu Demokraci 66, następnie był członkiem Partii Ludowej na rzecz Wolności i Demokracji. W maju 2002 z ramienia Listy Pima Fortuyna, partii założonej przez Pima Fortuyna, uzyskał mandat posła do Tweede Kamer, niższej izby Stanów Generalnych. Utracił go w wyniku kolejnych wyborów ze stycznia 2003. Posłował ponownie od września 2006 do końca kadencji w listopadzie 2006. W tym samym miesiącu w kolejnych wyborów był lijsttrekkerem (liderem listy wyborczej) utworzonego na bazie LPF komitetu wyborczego Lijst Vijf Fortuyn, który nie wszedł do parlamentu. Olaf Stuger zajął się działalnością lobbingową. Związał się później z Partią Wolności. W 2014 z ramienia PVV został wybrany na posła do Europarlamentu VIII kadencji.